# Marcel Seynaeve
Marcel Seynaeve (* 24. Dezember 1933 in Bekegem; † 26. Dezember 2015 in De Haan) war ein belgischer Radrennfahrer.

## Sportliche Laufbahn
Seynaeve war im Straßenradsport aktiv. Als Amateur gewann er 1956 eine Etappe in der Ronde van West-Vlaanderen und 1957 den Omloop van de Westhoek.
Von 1958 bis 1964 war er Unabhängiger und Berufsfahrer. Sein bedeutendster sportlicher Erfolg war ein Etappensieg in der Vuelta a España 1961. In dieser Rundfahrt trug er für fünf Tage das Führungstrikot.
Zweiter wurde Seynaeve 1958 in der Straßenmeisterschaft der Unabhängigen und 1961 bei Tielt–Antwerpen–Tielt. Dritter wurde er im Rennen De Kustpijl und im Omloop der Zennevallei 1962 sowie im Grand Prix d’Isbergues 1963.
Die Vuelta a España fuhr Seynaeve dreimal. 1960 beendete er die Rundfahrt nicht, 1961 wurde er 19., 1962 12.